# J.J. Fong
Pour les articles homonymes, voir Fong.
J.J. Fong née en 1985 ou 1986 à Auckland, est une actrice, scénariste et productrice néo-zélandaise.

## Filmographie

### Comme actrice
- 2013 : End of Daze : J.J.
- 2013 : Go Girls (série télévisée) : Alice Lee (13 épisodes)
- 2014 : Oddballs (mini-série) : Trish
- 2013-2014 : Flat3 (mini-série) : Jessica (11 épisodes)
- 2014-2015 : Step Dave (série télévisée) : Betty (26 épisodes)
- 2015 : Sugar Hit (court métrage) : Jess
- 2015 : K Rd Stories (série télévisée) : Jessica
- 2016 : Cradle (court métrage) : Jessica
- 2016 : Brokenwood (The Brokenwood Mysteries) (série télévisée) : Scarlett
- 2016 : Shortland Street (série télévisée) : Ruby Flores
- 2017 : Rekt (série télévisée) : PJ (4 épisodes)
- 2017 : Unboxed (mini-série) : Jessica
- 2018 : Les Nouvelles Légendes du roi singe (The New Legends of Monkey) (série télévisée) : Lusio (2 épisodes)
- 2016-2018 : Friday Night Bites (série télévisée) : Jessica (13 épisodes)
- 2015-2018 : AFK: The Webseries (série télévisée) : Steven (12 épisodes)
- 2019 : The Bad Seed (en) (série télévisée) : Tish Dawson
- 2019 : Power Rangers : Beast Morphers (série télévisée) : l'assistante du Maire (3 épisodes)
- 2021 : Creamerie : Jaime

### Comme scénariste
- 2013 : Flat3 (mini-série) (6 épisodes)

### Comme productrice
- 2013-2014 : Flat3 (mini-série) (18 épisodes)
- 2016 : Friday Night Bites (série télévisée)